# Castell de Solivella
El castell de Solivella es troba a la part més alta de la vila de Solivella dominant gran part del terme. Fou bastit a finals del segle xv i a principis del segle xvi pels Llorac aprofitant elements anteriors. Es tractava d'una gran edificació del gòtic florit català. En l'actualitat, el castell com a espai visitable, s'integra dins del Museu Comarcal de la Conca de Barberà (MCCB).

## Història
Està documentat per primera vegada l'any 1076 en un text de donació. Del llinatge Solivella, se'n té notícia per primera vegada amb Pere d'Olivella (o Solivella) el 1204. Fa de testimoni en una cessió de Guillem de Puigverd al monestir de Poblet. Un Ponç de Solivella fa de marmessor del testament de Pere de Queralt.
Durant el segle xiii el castell era senyorejat per la família Puigverd i després passà als Anglesola, per casament d'Elvira de Puigverd amb Berenguer Arnau d'Anglesola. A començament del segle xiv, els marmessors de Ramon d'Anglesola vengueren per 50.000 sous el castell i el lloc de Solivella a Santes Creus, però havent qüestionat la venda la vídua i els seus fills davant Jaume II, els recuperaren retornant al monestir els diners esmerçats. El 1324, Sibil·la d'Anglesola, vídua de Ramon d'Anglesola, vengué, amb l'autorització del rei, el castell i lloc de Solivella, al ciutadà barceloní Arnau Messeguer. El 1391 retornà a la corona i dos anys més tard el rei Joan I el vengué a carta de gràcia juntament amb les jurisdiccions alta i baixa i el mer i mixt imperi a Ramon d'Abella. Aquest noble, el gener de 1394, l'alienà a Berenguer de Boixadors, que el 1424 el vengué al rei Alfons el Magnànim. El monarca, el mateix any, el tornà a vendre, a carta de gràcia, a Ramon Berenguer de Llorac, casat amb Violant, castlana de Solivella. Aquesta família construí, sobre el castell primitiu, una fortalesa nova d'estil gótic amb elements renaixentistes.
El 1599, Felip III de Castella creà la baronia de Solivella, amb caràcter ple (civil i criminal), a favor de Simó Berenguer de Llorac i Castelló. Arran de les desavinences entre els Llorac i els habitants de Solivella, passà de nou a la corona l'any 1729 però Joan de Llorac el recuperà un any més tard. El 1751, el castell passà als Despujol, marquesos de Palmerola, per casament de M. Josefa de Llorac amb Francesc X. Despujol. L'edifici fou castigat, durant la primera guerra carlina, on es feren forts els carlins. Restaurat després, fou novament malmès durant la segona guerra carlina. Ignasi Maria Despujol el vengué, el 1870, per 5.000 duros, als propietaris de Solivella, Francesc Casamitjana i Andreu i Tomás Espanyol i Travé. L'any 1876 era propietat de Magí Travé i Ballart (nascut a Solivella, 11-02-1829). Al 1912, Frederic Travé i Escardó, el seu germà Enric Travé i en Frederic García Salas, el cedíren a l'ajuntament de Solivella a canvi de que els seus antecessors tinguessien el seu nom a dos carrers de Solivella (Carrer Magí Travé i Carrer Garcia Salado). El conjunt es conservà, encara que força malmès, fins a les darreries del segle xix. El 1915 va ser volat.

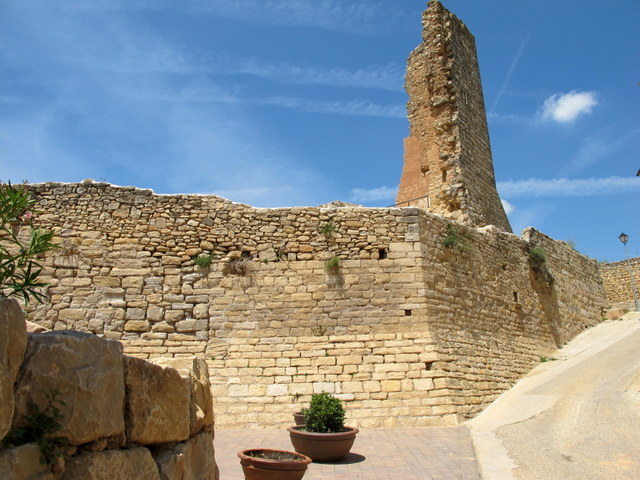
Muralles (maig 2012)

## Arquitectura
Fins a principis del segle XX hi havia hagut encara unes importants restes del castell medieval. Actualment en resten les parets d'un angle d'uns 10 m d'alçada a l'extrem NE. També hi veiem unes filades de carreus al costat oest. Al sud hi ha un portal d'època medieval tardana i restes de muralles.
Pel que fa al castell gòtic, bastit a la fi del segle xv, principis del XVI, actualment resten murs i indicis del setial. El castell era de planta rectangular, envoltat per una muralla de doble recinte. Les torres alternaven la planta circular i la quadrada amb merlets, sageteres i matacans i tenia un pati central amb escala que conduïa a la planta noble. El pati d'armes es troba gairebé derruït. Al mig del pati d'armes hi ha l'antiga cisterna que es va aprofitar per fer de dipòsit d'aigua de la vila, tasca que encara avui realitza.